# Зрительный контакт

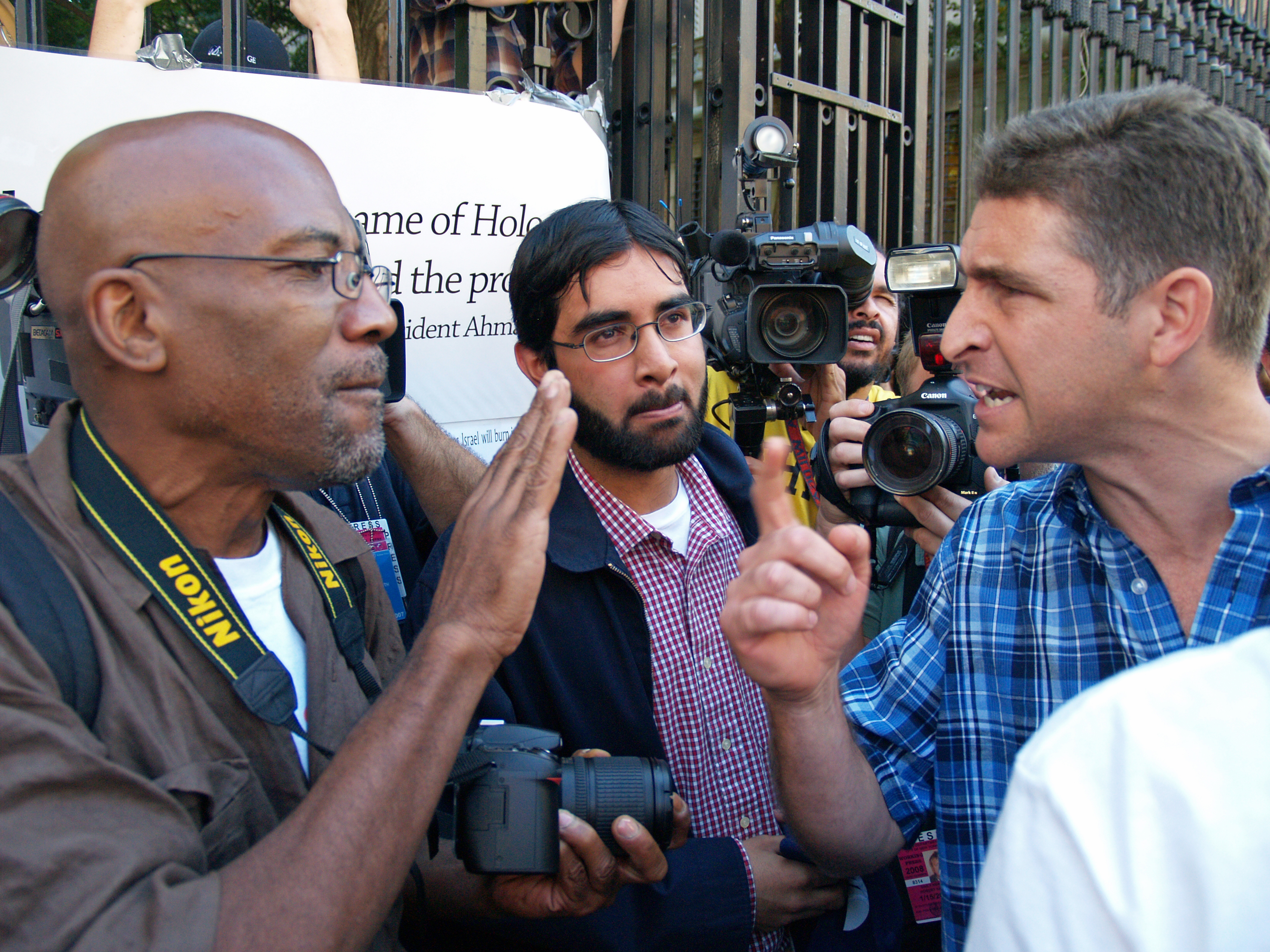
«Столкновение взглядов» в горячем политическом споре

Зрительный контакт, взгляд «глаза в глаза», является важной частью невербального общения у людей и различных видов животных. 
Характер зрительных контактов играет большую роль в социальном поведении. Негласные правила, по которым оценивается зрительный контакт и определяется его оптимальная длительность и частота, сильно различаются в разных обществах и культурах и меняются по мере смены традиций. В психологии, психиатрии и нейробиологии исследуется роль зрительного контакта при развитии ребёнка, его социальные аспекты, влияние на выполнение когнитивных задач, а также проблема избегания контакта при аутизме.
Многие виды животных негативно воспринимают прямой взгляд в глаза, вероятно, из-за того, что он может быть признаком потенциальной угрозы. У людей роль взгляда более сложна. Так, некоторые исследователи полагают, что белая склера человека, в отличие от пигментированной склеры других приматов, развилась вследствие необходимости точно отслеживать движения глаз и направление взгляда. Есть данные о том, что при взгляде на лицо прямой зрительный контакт способствует идентификации пола человека и ускоряет узнавание знакомых лиц.
Встречая прямой взгляд, будь то на изображении или в жизни, человек уделяет ему особое внимание. В одном исследовании отмечено, что реакция на окружающие объекты замедляется при непосредственном контакте сильнее, чем при взирании на лицо с отведённым взглядом. Зрительный контакт с незнакомцем усиливает активность автономной нервной системы у взрослых людей, по данным другого исследования. Подобное воздействие взаимного взгляда на когнитивные процессы и поведенческие реакции называют «эффектом зрительного контакта» (англ. eye contact effect).

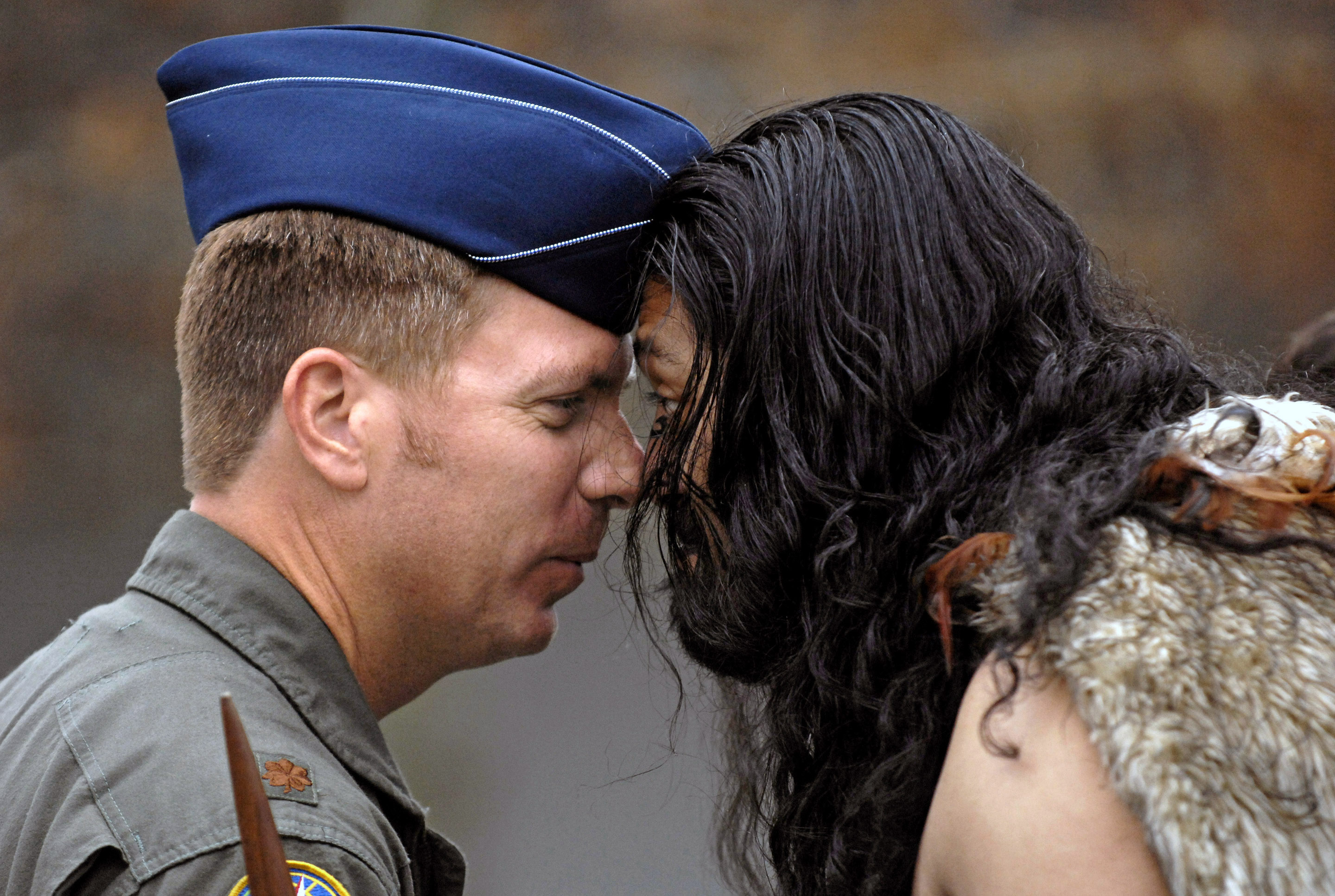
Традиционное приветствие маори

Множество МРТ-исследований посвящены изучению того, какие области мозга активируются при восприятии взгляда. Повышенная активация в ответ на прямой взгляд в противовес отведённому взгляду отмечена в пяти областях, по данным одного обзора. Это веретенообразная извилина, антериорная и постериорная части верхней височной борозды, медиальная префронтальная и орбитофронтальная кора, и миндалевидное тело.